# François Anthoine
François Paul Anthoine, född 1860 och död 1944, var en fransk militär.
Anthoine blev officer vid artilleriet 1880, överste 1908, brigadgeneral 1914 och divisionsgeneral 1915. Vid första världskrigets utbrott blev Anthoine generalstabschef vid 2:a armén och 1915 chef för 10:e armékåren, vilken han förde under slaget vid Somme 1916. Under våroffensiven 1917 var Anthoine chef för 4:e armén och 1918 generalstabschef under Philippe Pétain.
1921 erhöll Anthoine avsked och inträdde i generalitetes reserv.